# Alue Leukot
Alue Leukot is een bestuurslaag in het regentschap Aceh Utara van de provincie Atjeh, Indonesië. Alue Leukot telt 146 inwoners (volkstelling 2010).